# Florencia Habif
Florencia Habif (n. el 22 d'agost de 1993 a Buenos Aires, Argentina) és una jugadora argentina d'hoquei sobre gespa, integrant de la Selecció del seu país amb la qual va participar i va obtenir la medalla de plata als Jocs Olímpics de Londres 2012. Va obtenir també tres Champions Trophy, medalla de bronze al Campionat Mundial 2014 en el qual va ser distingida com la Millor Jugadora Jove del Món, una Lliga Mundial i medalla de plata als Jocs Panamericans de 2015.

## Carrera esportiva
Es va formar esportivament al club Gimnàstica i Esgrima de Buenos Aires (GEBA). Va obtenir medalla d'or en el Campionat Panamericà Sub-17 d'Uruguai en 2010 i medalles de plata en els Jocs Olímpics de la Joventut de Singapur 2010 i en el Campionat Mundial Junior 2013.
El 2011, va ser convocada a integrar la selecció major argentina amb 17 anys. Aquest mateix any va disputar el seu primer Champions Trophy on va obtenir el segon lloc. El 2012, va integrar l'equip que va guanyar el Champions Trophy a la ciutat de Rosario, Argentina i aquest mateix any va ser seleccionada per competir en els Jocs Olímpics de Londres 2012 on va obtenir la medalla de plata. En 2013, va obtenir la medalla d'or en la Copa Panamericana a la ciutat de Mendoza, Argentina.
En 2014, va obtenir el seu segon Champions Trophy disputat també a la ciutat de Mendoza i el tercer lloc en el Campionat Mundial realitzat a l'Haia, Països Baixos. Aquest mateix any va ser triada Millor Jugadora Jove del Món.
En 2015, va ser part de l'equip que va competir en els Jocs Panamericans on va obtenir la medalla de plata i la Lliga Mundial disputada en el mes de desembre a la ciutat de Rosario.
En 2016, va obtenir el seu tercer títol en el Champions Trophy realitzat a Londres, Anglaterra.

## Premis i distincions
- 2014 - Millor Jugadora Jove del Món de la FIH.